# 김기정 (1983년생 배우)
김기정(1983년 2월 8일 ~ )은 대한민국의 배우이다.

## 연기 활동

### 연극
- 2010년 연극 《그 남자 그 여자》 ... 영민 역
- 2011년 연극 《그 남자 그 여자》(창원공연) ... 영민 역
- 2011년 ~ 2012년 연극 《그 남자 그 여자》 ... 영민 역
- 2011년 ~ 2012년 연극 《그 남자 그 여자》(부산공연) ... 영민 역
- 2012년 연극 《그 남자 그 여자》 ... 영민 역
- 2012년 ~ 2013년 연극 《그 남자 그 여자》 ... 영민 역
- 2012년 ~ 2013년 연극 《달링》 ... 제리 역
- 2014년 연극 《작업의 정석 Part Ⅱ》 ... 서민준 역
- 2014년 연극 《밀당의 법칙》 ... 서민준 역
- 2015년 연극 《작업의 정석》 ... 서민준 역
- 2015년 연극 《작업의 정석》 ... 서민준 역
- 2015년 ~ 2016년 연극 《연애를 부탁해》 ... 이정우 역
- 2016년 ~ 2017년 연극 《라면》 ... 한만수 역
- 2017년 연극 《썸데이즈》 ... 병철 역
- 2018년 연극 《내 모든 걸》 ... 서건우 역
- 2018년 연극 《내 모든 걸》 ... 서건우 역
- 2019년 연극 《내 모든 걸》 ... 서건우 역
- 2019년 연극 《내 모든 걸》 (대구공연) ... 서건우 역
- 2020년 연극 《내 모든 걸》 (청주공연) ... 서건우 역
- 2021년 연극 《내 모든 걸》 (광주공연) ... 서건우 역
- 2021년 연극 《행복총량의 법칙》 (광주공연) ... 한지후 역
- 2021년 ~ 2022년 연극 《내 모든 걸》(대전공연) ... 서건우 역
- 2023년 연극 《라면》 ... 한만수 역

### 영화
- 2014년 영화 《현기증》 ... 젊은 의사 병주 역
- 2017년 영화 《분장》 ... 오디션 배우들 역
- 2019년 영화 《팡파레》 ... 사장 역
- 2021년 영화 《봄날》 ... 지훈 역
- 2023년 영화 《미지수》 ... 제작

## 같이 보기
- 정다운 : 연극 《내 모든 걸》을 통해서 같이 호흡을 맞추었다.
- 서태이 : 연극 《내 모든 걸》을 통해서 같이 호흡을 맞추었다.
- 김대우 : 연극 《내 모든 걸》을 통해서 같이 호흡을 맞추었다.
- 지인호 : 연극 《내 모든 걸》을 통해서 같이 호흡을 맞추었다.
- 한이연 : 연극 《작업의 정석》, 연극 《라면》, 연극 《내 모든 걸》, 연극 《행복총량의 법칙》을 통해서 같이 호흡을 맞추었다.
- 김진만 : 연극 《내 모든 걸》을 통해서 같이 호흡을 맞추었다.